# Borgmästarepartiet
Borgmästarepartiet var under riksdagarna 1892-1894 beteckningen på den högerinriktade och försvarsvänliga gruppering i andra kammaren som hade borgmästaren Gustaf Svanberg som ledarfigur. Inför 1895 års riksdag konstituterade sig gruppen formellt under namnet nya centern.

## Riksdagsledamöter (listan ej komplett)
- Gustaf Svanberg, Göteborgs stads valkrets
- Ernst Edelstam, Nyköpings, Torshälla, Mariefreds, Trosa och Enköpings valkrets
- Otto Höglund, Stockholms stads valkrets
- Edvard von Krusenstjerna, Stockholms stads valkrets
- Gustaf Lagerbring, Stockholms stads valkrets
- Clas Odhner, Stockholms stads valkrets
- Viktor Ramstedt, Stockholms stads valkrets